# Championnat d'Islande de football 1930
Navigation
Saison précédente Saison suivante
La saison 1930 du Championnat d'Islande de football était la 19e édition de la première division islandaise.
C'est le club du Valur Reykjavik qui remporte pour la première fois le titre de champion d'Islande.

## Les 5 clubs participants
- KR Reykjavik
- Fram Reykjavik
- Valur Reykjavik
- Vikingur Reykjavik
- IBV Vestmannaeyjar

## Compétition

### Classement
Le barème de points servant à établir le classement se décompose ainsi :
- Victoire : 2 points
- Match nul : 1 point
- Défaite : 0 point

| Rang | Équipe             | Pts | J | G | N | P | Bp | Bc | Diff |
| ---- | ------------------ | --- | - | - | - | - | -- | -- | ---- |
| 1    | Valur Reykjavik    | 8   | 4 | 4 | 0 | 0 | 18 | 2  | +16  |
| 2    | KR Reykjavik T     | 6   | 4 | 3 | 0 | 1 | 14 | 4  | +10  |
| 3    | IBV Vestmannaeyjar | 4   | 4 | 2 | 0 | 2 | 11 | 10 | +1   |
| 4    | Vikingur Reykjavik | 1   | 4 | 0 | 1 | 3 | 3  | 13 | -10  |
| 5    | Fram Reykjavik     | 1   | 4 | 0 | 1 | 3 | 2  | 19 | -17  |

|  | Champion d'Islande 1930 |

### Matchs
Tous les matchs sont disputés au stade Melavöllur à Reykjavik.
| Résultats (▼dom., ►ext.)                                   | Fra | KR  | Val | Vik | IBV |
| Fram Reykjavik                                             |     | 0-5 | 0-8 | 1-1 | 1-5 |
| KR Reykjavik                                               |     |     | 1-2 | 4-0 | 4-2 |
| Valur Reykjavik                                            |     |     |     | 5-0 | 3-1 |
| Vikingur Reykjavik                                         |     |     |     |     | 2-3 |
| IBV Vestmannaeyjar                                         |     |     |     |     |     |
| - Victoire à domicile - Match nul - Victoire à l'extérieur |     |     |     |     |     |

## Bilan de la saison
| Tableau d'Honneur                 |                 |
| Compétition                       | Vainqueur       |
| Championnat d'Islande de football | Valur Reykjavik |